# La Vinya de la Sala
La Vinya de la Sala és un paratge del terme municipal de Conca de Dalt, a l'antic terme d'Hortoneda de la Conca, al Pallars Jussà, en territori que havia estat del poble d'Herba-savina.
Està situat al nord-oest d'Herba-savina, al peu de la cinglera de l'extrem oriental de la Serra de Pessonada, a migdia del Forat Negre, l'Espluga del Canalot, la Tuta i l'Espluga del Josep. És una antiga vinya, actualment abandonada.